# Короново
Короново (пол. Koronowo, нем. Crone a. d. Brahe) — город в Польше, входит в Куявско-Поморское воеводство, Быдгощский повят. Имеет статус городско-сельской гмины. Занимает площадь 28,18 км². Население — 10 818 человек (на 2004 год).